# The Art of Drowning
The Art of Drowning is het vijfde album van de Amerikaanse rockband AFI, uitgebracht in 2000. Het was het eerste album van AFI dat in de Amerikaanse hitlijsten binnenkwam.

## Nummers
1. Initiation – 0:39
2. The Lost Souls – 2:42
3. The Nephilim – 2:35
4. Ever and a Day – 3:06
5. Sacrifice Theory – 1:58
6. Of Greetings and Goodbyes – 3:04
7. Smile – 1:31
8. A Story at Three – 3:53
9. The Days of the Phoenix – 3:27
10. Dream of Waking – 3:01
11. Catch a Hot One – 2:54
12. Wester – 3:01
13. 6 to 8 – 4:21
14. The Despair Factor – 3:54
15. Morningstar – 3:18
16. Battled – 1:03